# Palexpo
Palexpo es un centro de convenciones en Ginebra (Suiza). El centro se encuentra cerca del Aeropuerto Internacional de Ginebra. Hay siete pabellones, con un espacio para exhibiciones de 102.000 metros cuadrados. El Salón del Automóvil de Ginebra se celebra  en el Palexpo.

## Eventos
Palexpo es sede de varias convenciones y eventos deportivos, incluyendo las semifinales de la Copa Davis de 2014 entre Suiza e Italia.
En 2001 albergó el Salón de la Fama del Automóvil Europeo que es un análogo europeo al Salón de la Fama del Automóvil que ahora se encuentra en Dearborn, Míchigan, y que ha estado en funcionamiento desde 1936.
En 2019, fue sede de la tercera edición de la Copa Laver.
Depeche Mode actuó en el centro de convenciones el 10 de noviembre de 2009 durante su Tour of the Universe.